# Turlough
Turlough (en gaèlic irlandès: Turlach, de tuar lach, que vol dir 'lloc sec', pel llac estacional de Turlough) és una vila d'Irlanda, al comtat de Mayo, a la província de Connacht. Es troba a 6 km al nord-est de Castlebar. És conegut per la presència del Museu de la Vida Rural (part del Museu Nacional d'Irlanda), i per una torre rodona increïblement ben conservada construïda entre el 900 i el 1200.
Turlough també és el nom del seu townland, de 240 acres. Es troba al costat del riu Castlebar (gaèlic irlandès: An tSiúir) just a la sortida de la carretera N5, i els voltants de la vila estan plens de menhirs, un pou sagrat, fulachtaí fia, i cillíní.

## Galeria

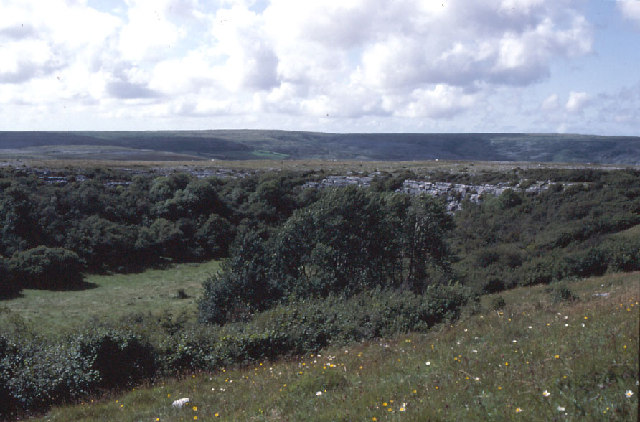
Poll an Bhallain
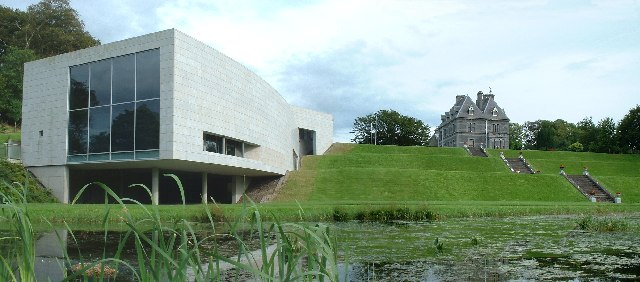
Museu de la Vida Rural